# Jicchak Klinghoffer
Jicchak Klinghoffer (hebr.: יצחק קלינגהופר, ang.: Yitzhak Klinghoffer, ur. 17 lutego 1905 w Galicji, zm. 31 stycznia 1990 – izraelski prawnik i polityk, w latach 1961–1974 poseł do Knesetu z list Partii Liberalnej i Gahalu.

## Życiorys
Urodził się 17 lutego 1905 na terenie Galicji). W Wiedniu uczęszczał do szkoły średniej, następnie studiował na Uniwersytecie Wiedeńskim, gdzie uzyskał doktorat z prawa (1927) i nauk politycznych (1930)i. PO Anschlussie wyemigrował do Francji, a stamtąd w 1940 do Brazylii. W 1953 osiedlił się w Izraelu.
W wyborach parlamentarnych w 1961 po raz pierwszy dostał się do izraelskiego parlamentu. Zasiadał w Knesetach V, VI i VII kadencji.
Zmarł 31 stycznia 1990.